# 坂田昌一
坂田昌一（1911年1月18日—1970年12月16日），日本物理學家，以强子結構理論聞名於世。他所提出的「坂田模型」是强子模型的早期先驅，比夸克模型更早。此外，他還提出了PMNS矩陣，並預言了中微子震盪的存在，其在1998年由戶塚洋二、梶田隆章的團隊證實。
坂田教授在二戰後與粒子物理學家湯川秀樹及朝永振一郎一同爭取和平使用原子能。

## 研究事業
坂田於1929至1933年間在東京跟隨仁科芳雄學習物理，後來轉到京都帝國大學跟隨湯川秀樹，而湯川後來成了日本的第一名諾貝爾獎得主。坂田最初於大阪的理化學研究所遇見湯川，該研究所是由湯川發起的私立研究機構。坂田自1937年起就在那裏與湯川研究介子，並於1939年隨前往京都帝國大學就任講師的湯川遷往京都。坂田於1942年獲名古屋大學聘為教授，並在該處任職直至去世。
坂田是日本1950年代至60年代基本粒子領域的主要研究者，他在1956年提出的强子模型使他蜚聲國外，該模型提出強相互作用粒子是由質子、中子和Λ粒子所構成的，後來被稱為坂田模型。例如，帶正電荷的π介子在坂田模型中是由質子與反中子構成。除了電荷是整數這一點外，質子、中子和Λ粒子的性質分別與上夸克、下夸克和奇夸克一致，這也解釋了這模型的成功之處。
坂田模型最終被默里·蓋爾曼和喬治·茨威格所提出的夸克模型所取代，他們否決了基礎構成是已知的粒子這一點，改為採用電荷為分數的未知粒子。這一點是受到了蓋爾曼-西島關係和八重道的造就，因為它們提供了最正確的基礎描述。但在日本，研究者直到1970年代仍使用與坂田模型平行的整數電荷夸克，並且在某些領域依然有效。
美國理論物理學家哈里·J·里普金在其1965年出版的教科書《行人群論課》中用上了坂田模型。坂田於1960年代在名古屋大學與同事們將模型擴展至能包括輕子。不久後據此開發出中微子混合矩陣，是現行理論中微子振蕩的先驅。而在1960年代早期就已經有證據指出第二種中微子的存在。

## 影響
在2008年因研究對稱破缺而獲諾貝爾物理學獎的南部陽一郎、小林誠和益川敏英都受到了坂田的教導和影響。名古屋模型啟發了後來1973年的卡比博-小林-益川矩陣，這矩陣指出了當夸克量子態在自由行進時與受弱相互作用影響時的差異。然而，物理學家一般都把為標準模型引入第三代夸克（頂夸克和底夸克）的榮譽給了小林和益川二人。

### 國際關係
1964年，坂田與中國領導人毛澤東會面。毛氏出於唯物辯證法的理解，對坂田模型讚許有加，並號召全中國的物理學家「學習坂田模型」。

## 錯過諾貝爾獎[5]
1969年的諾貝爾物理學獎單獨頒給默里·蓋爾曼，而未授予啟發夸克模型的強子模型先驅坂田昌一。事後，評委之一的Ivar Waller曾私下對湯川秀樹表示「對坂田落選感到遺憾」。
1970年9月，湯川為坂田起草諾貝爾獎推薦信，並在一封給Waller的信件中提到「坂田已身染重病」。三週後，坂田不幸病逝，遂永遠與諾貝爾獎絕緣。

## 榮譽
- 1948年朝日獎
- 1948年中日文化獎
- 1950年恩賜獎
- 1970年從三位動二等瑞寶章